# 日本質的心理学会
日本質的心理学会（にほんしつてきしんりがっかい、英: Japanese Association of Qualitative Psychology、略称：JAQP）は、質的心理学を研究する研究者・院生を対象とした学術組織である。当学会は、日本学術会議の協力学術研究団体である。また、当学会は日本心理学諸学会連合に加盟している。

## 概要
当学会は、2004年に創立された学会である。新しい理論や方法論を開拓しながら、新しい領域を切り開いていく斬新な研究をアクティヴに行っている。質的研究は21世紀になってから学横断的・国際的に幅広い学問領域において発展してきた。当学会でも、心理学だけではなく、広く関連領域の質的研究を促進することをめざしている。

## 理事
第7期（2022-2024年度）
- 理事長
  - サトウタツヤ
- 常任理事
  - 伊藤哲司
  - 尾見康博
  - 川島大輔
  - 能智正博
  - 安田裕子[2]